# 櫻井莉菜
櫻井莉菜（1983年4月13日—），是出生於日本大阪府的模特兒及歌手，暱稱櫻莉菜（さくりな）。

## 來歷
櫻井除了模特兒及歌手外，也曾參與製作浴衣、手機吊飾等，受到一眾少女的青睞。
- 1999年，開始以時裝雜誌讀者模特兒身份出道。
- 2007年正式成為小惡魔ageha專屬模特兒。
- 2008年3月15日，由松田純一作曲的首張單曲「Angel」正式發行，這是櫻井莉菜的歌手出道作品。
- 2008年5月16日，包含首張個人單曲「Angel」的PV及其他個人影像等在內的首張DVD「breath」開始發行。

## 作品

### 唱片
- Angel（2008年3月15日）

### DVD
- breath（2008年5月16日）

## 演出

### 雜誌
- 小惡魔ageha（2007年至今）

### 遊戲軟體
- 人中之龍3（PS3，2009年2月26日發售，SEGA，飾演櫻井莉菜）

### 動畫配音
- 美肌一族（飾演長宗部我步）

## 外部連結
- 櫻井莉菜官方網站
- 櫻井莉菜官方部落格 - SakuRina Style （页面存档备份，存于）